# Karl Bauer (Intendant)
Karl Bauer (* 20. Juli 1900 in Karlsruhe; † 31. Oktober 1982 in Augsburg-Göggingen) war ein deutscher Regisseur sowie Intendant.

## Leben

### Familie und Ausbildung
Der gebürtige Karlsruher Karl Bauer, Abiturient am dortigen Reformgymnasium, wandte sich im Anschluss dem Studium der Philosophie, Literatur, Theater- sowie Kunstgeschichte an der Albert-Ludwigs-Universität Freiburg sowie der Ludwig-Maximilians-Universität München zu, 1923 erfolgte in München seine Promotion zum Dr. phil. Zusätzlich erhielt er in den Jahren 1920 bis 1923 Schauspielunterricht bei Otto König in München.
Karl Bauer ehelichte 1929 Guschi geborene Laufmöller. Er verstarb 1982 82-jährig im Augsburger Stadtteil Göggingen.

### Beruflicher Werdegang
Nachdem Karl Bauer im Jahre 1923 eine Verlags- sowie Kritikertätigkeit in München ausgeübt hatte, erhielt er im Folgejahr seine erste Anstellung als Schauspieler, Dramaturg sowie Spielleiter bei der Bayerischen Landesbühne München, dort debütierte er als Tanio in Der Widerspenstigen Zähmung. 1925 wechselte Bauer in selber Funktion an das Stadttheater Würzburg, von dort aus wurde er 1926 als Dramaturg und Spielleiter an die Städtischen Bühnen Hannover engagiert. 1927 wurde Karl Bauer zum Intendanten der Südwestdeutschen Bühne in Frankfurt am Main, einer staatlich subventionierten Wanderbühne, bestellt, eine Position, die er bis 1929 innehielt.
1930 folgte er einer Verpflichtung als stellvertretender Intendant, Spielleiter und Dramaturg an das Stadttheater Aachen, 1936 übernahm er die Intendantenstelle am Deutschen Theater in Göttingen. 1940 wurde Bauer mit der Intendantenstelle an den Städtischen Bühnen Essen betraut, dort führte er – gemeinsam mit dem GMD Gustav König – trotz der Zerstörung im Krieg den Theaterbetrieb mit Schauspiel- und Opernaufführungen weiter. Nach 1947 fanden unter anderem seine Inszenierungen von Figaros Hochzeit sowie Kabale und Liebe allgemeine Beachtung. Der 1958 aus diesem Amt scheidende Bauer übersiedelte danach als Intendant an die Städtischen Bühnen Augsburg, 1968 wurde er dort in den Ruhestand verabschiedet.
In seiner Augsburger Zeit verband er im Bereich Musiktheater die Pflege des klassischen Opernrepertoires, darunter Mozart, Wagner sowie Strauss, mit einer Öffnung hin zur Musik des 20. Jahrhunderts, darunter mit Debussys Pelléas, Bergs Wozzeck sowie Werken von Poulenc, Fortner, Egk und Orff. Im Schauspiel führte Bauer erstmals Werke der englischsprachigen Gegenwartsliteratur auf, darunter von O’Neill, Wilder sowie Dylan Thomas.
Karl Bauer wurde 1957 mit dem Silbernen Blatt des Verbandes deutscher Bühnenschriftsteller und Komponisten sowie 1968 im Besonderen für seine Verdienste um die Pflege des Theaterschaffens von Bertolt Brecht mit dem Bayerischen Verdienstorden ausgezeichnet.

## Publikation
- Das Problem der Geschichte im Deutschen Drama im 18. Jahrhundert bis Zum Sturm und Drang, Dissertation, Verein Studentenhaus, München, 1923